# Поромна переправа Орлівка — Ісакча
Поромна переправа Орлівка — Ісакча (переправа «Орлівка — Ісакча») — річкова поромна переправа через Дунай з міжнародним пунктом пропуску, що сполучає Україну із Румунією. Термінали розташовані поблизу села Орлівка Ізмаїльського району Одеської області та румунського міста Ісакча, Добруджа у Тулчинському повіті. На території України сполучається автошляхом М15 (Одеса — Рені).
Запуск в експлуатацію відтерміновувався у зв'язку із карантином проти поширення коронавірусу. Для автомобільного транспорту переправу було відкрито 11 серпня 2020 року.

## Історія
Угоду про створення транспортного коридору через переправу, яка має на меті скоротити до 200 км шлях з Одеси до причорноморських регіонів Румунії, Болгарії, Туреччини, а також деяких районів Греції було підписано 28 травня 2015 року в Києві та 5 червня у Бухаресті. Організація поромного сполучення між Орлівкою та Ісакчею при скороченні відстані й часу на процедури контролю, дає сумарну економію часу 10-12 годин. Переправа відкриває транспортний коридор Україна — Південна Європа.
У вересні 2015 року Кабінет Міністрів України ухвалив постанову № 742, яка ратифікує угоду про організацію поромного сполучення між Орлівкою та Ісакчею. Будівництвом переправи займалося українське ТОВ «Поромний комплекс Орлівка» та румунська компанія «Navrom Bac», кожна на своєму березі. Загальний обсяг інвестицій — 12 млн євро. На поромній лінії (завдожки 900 м) постійно працюватиме два пороми — один українського оператора, інший — румунського. Графік руху поромів як мінімум що 30 хвилин. Щодня поромна переправа Орлівка — Ісакча спроможна перевозити у кожному напрямку близько 1 тис. одиниць транспорту та 1 тис. пасажирів.
Розрахунковий термін введення в експлуатацію переправи планувався наприкінці 2019 року.
Ініціатором та засновником проєкту був депутат Одеської обласної ради Юрій Дімчогло. З української сторони переправа збудована у 1-му кварталі 2019 року, а румунська сторона запевнила, що готова ввести в експлуатацію свою частину у 2-му кварталі 2019 року. Крім того, був повністю реконструйований автошлях М15 (Одеса — Рені).
Станом на червень 2019 року будівельні роботи на українській частині були завершені. Запуск першої поромної переправи через Дунай між Румунією і Україною передбачався у грудні 2019 року. Офіційне відкриття оновленої поромної переправи відбулося 10 серпня 2020 року.
На території комплексу побудований багатофункціональний, дворівневий причал для постановки річкових поромів з боковим завантаженням. Працюючий на переправі пором може приймати одноразово до 30 легкових та 6 вантажних автомобілів. Причал може приймати паром кожні 15 хвилин (5 хвилин на вивантаження і 10 хвилин на завантаження порома). Відповідно, за добу переправа може обслуговувати від 2000 до 2500 одиниць транспорту.
За початковими оцінками, вартість будівництва для українських та румунських інвесторів мала становити близько 8 млн євро. З різних причин будівництво поромної переправи постійно зволікалося — терміни її відкриття декілька разів переносилися, коштів на облаштування самої переправи та супутньої інфраструктури довелося витратити значно більше, ніж планувалося — наприклад, лише капітальний ремонт так званої «поромної дороги» в Орлівці у жовтні 2021 року виділили 25 млн гривень із державного бюджету. Наприкінці 2021 року загальний обсяг інвестицій у транспортний коридор, який включає поромну переправу Орлівка — Ісакча оцінювався вже у 12 млн євро. Згодом дану переправу назвали проєктом року в Україні за 2020 рік.
12 липня 2023 року на поромній лінії Орлівка — Ісакча розпочав роботу другий пором, після запуску якого переправа перейшла на півторагодинний графік.
Для автомобільного транспорту переправу було відкрито 11 серпня 2020 року.

## Обстріл поромної переправи
Вночі на 26 вересня 2023 року російські окупанти обстріляли поромну переправу «Орлівка — Ісакча». Спершу повідомлялося про щонайменше 20 пошкоджених автівок, поруч також перебував рейсовий автобус Бухарест-Одеса. Ізмаїльський район зазнав атаки дронів тривалістю близько двох годин, постраждала портова інфраструктура, понад 30 вантажівок, з них 6 фур загорілися. Було поранено двох водіїв, зазнали руйнування будівля пункту пропуску та складські приміщення.

## Пропускна спроможність
Пропускна спроможність цього пункту пропуску складає за добу:
- легковий автотранспорт — 350 автомобілів;
- вантажівки — 150 автомобілів;
- автобуси — 150;
- пасажири — до 1000 людей.

Фактично за добу переправлялося близько 600 людей і 300 транспортних засобів станом на серпень 2021. Для пішоходів вартість 1 євро, для мотоцикла 3 євро, для легкового автомобіля 15 євро, для автобуса 25 євро, для вантажівки 35 євро.
Станом на серпень 2021 року переправа працює із 7-30 до 01-30, рейс кожні дві-три години.